# With the Beatles
| Đánh giá chuyên môn           | Đánh giá chuyên môn |
| Nguồn đánh giá                | Nguồn đánh giá      |
| Nguồn                         | Đánh giá            |
| ----------------------------- | ------------------- |
| Allmusic                      | [ 1 ]               |
| Blender                       |                     |
| NME                           | [ 2 ]               |
| Pitchfork Media               | 8.8/10              |
| Q                             | [ 4 ]               |
| Rolling Stone                 | Tích cực            |
| The Rolling Stone Album Guide | [ 6 ]               |

With the Beatles là album phòng thu thứ hai của ban nhạc Rock người Anh, The Beatles. Album được phát hành ngày 4 tháng 11 năm 1963 bởi Parlophone, chỉ 8 tháng sau album đầu tay của họ, Please Please Me. Album bao gồm 7 ca khúc của Lennon-McCartney, 6 ca khúc hát lại theo phong cách Motown và R&B và ca khúc còn lại là sáng tác solo đầu tay của George Harrison. Tại Mỹ, hầu hết các ca khúc của album được chỉnh sửa thành album LP Meet the Beatles! phát hành ngày 20 tháng 1 năm 1964, số còn lại được cho vào trong album The Beatles' Second Album.
Năm 2003, With the Beatles được xếp ở vị trí số 420 trong danh sách "500 album vĩ đại nhất" của tạp chí Rolling Stone.

## Danh sách ca khúc
Tất cả các ca khúc được viết bởi Lennon-McCartney, các sáng tác khác được ghi chú bên.
| Mặt A | Mặt A | Mặt A               | Mặt A      |
| STT   | Nhan đề                                                                                                   | Hát chính           | Thời lượng |
| ----- | --- | ------------------- | ---------- |
| 1.    | "It Won't Be Long"                                                                                        | Lennon              | 2:13       |
| 2.    | "All I've Got to Do"                                                                                      | Lennon              | 2:03       |
| 3.    | "All My Loving"                                                                                           | McCartney           | 2:08       |
| 4.    | "Don't Bother Me" (Harrison)                                                                              | George Harrison     | 2:28       |
| 5.    | "Little Child"                                                                                            | Lennon và McCartney | 1:46       |
| 6.    | "Till There Was You" (Meredith Willson)                                                                   | McCartney           | 2:14       |
| 7.    | "Please Mister Postman" (Georgia Dobbins, William Garrett, Freddie Gorman, Brian Holland, Robert Bateman) | Lennon              | 2:34       |

| Mặt B | Mặt B                                                      | Mặt B              | Mặt B      |
| STT   | Nhan đề                                                    | Hát chính          | Thời lượng |
| ----- | ---------------------------------------------------------- | ------------------ | ---------- |
| 1.    | "Roll Over Beethoven" (Chuck Berry)                        | Harrison           | 2:45       |
| 2.    | "Hold Me Tight"                                            | McCartney          | 2:32       |
| 3.    | "You Really Got a Hold on Me" (Smokey Robinson)            | Lennon và Harrison | 3:01       |
| 4.    | "I Wanna Be Your Man"                                      | Ringo Starr        | 2:00       |
| 5.    | "Devil in Her Heart" (Richard Drapkin)                     | Harrison           | 2:26       |
| 6.    | "Not a Second Time"                                        | Lennon             | 2:07       |
| 7.    | "Money (That's What I Want)" (Janie Bradford, Berry Gordy) | Lennon             | 2:50       |

## Thành phần tham gia sản xuất
Theo Mark Lewisohn.
The Beatles
- John Lennon – hát chính, hát bè và hát nền; lead, guitar nền, guitar acoustic-nylon trong "Till There Was You"; harmonica và tay vỗ; Hammond organ trong "I Wanna Be Your Man" và sắc-xô trong "Don't Bother Me".
- Paul McCartney – hát chính, hát bè và hát nền; bass và tay vỗ; piano trong "Little Child" và phách trong "Don't Bother Me".
- George Harrison – hát chính, hát bè và hát nền; lead và acoustic guitar, guitar acoustic-nylon trong "Till There Was You".
- Ringo Starr – trống, bộ gõ, maraca, tay vỗ; hát chính trong "I Wanna Be Your Man"; bongo Ả-rập trong "Till There Was You" và "Don't Bother Me".

Các nghệ sĩ khác
- Robert Freeman – nhiếp ảnh gia.
- George Martin – sản xuất, hòa âm, chỉnh sửa âm thanh; piano trong "You Really Got a Hold on Me", "Not a Second Time" và "Money (That's What I Want)".
- Norman Smith – kỹ thuật viên âm thanh.

## Xếp hạng
Album
| Bảng xếp hạng   | Năm  | Vị trí cao nhất |
| --------------- | ---- | --------------- |
| UK Albums Chart | 1963 | 1               |
| UK Albums Chart | 1964 | 1               |

Đĩa đơn
Theo Whitburn
| Năm  | Bài hát               | Bảng xếp hạng     | Vị trí cao nhất |
| ---- | --------------------- | ----------------- | --------------- |
| 1964 | "All My Loving"       | Billboard Hot 100 | 45              |
| 1964 | "Roll Over Beethoven" | Billboard Hot 100 | 68              |